# Bulungu (territoire)
Bulungu est un territoire et une localité de la province du Kwilu en république démocratique du Congo.

## Commune
Le territoire compte une commune rurale de moins de 80 000 électeurs.
- Bulungu, (7 conseillers municipaux)

## Collectivités
Le territoire de Bulungu est organisé en 10 collectivités (10 secteurs).
Secteurs
- Dwe
- Imbongo
- Kilunda
- Kipuka
- Kwenge
- Kwilu-Kimbata
- Luniungu
- Mikwi
- Niadi-Nkara
- Nko